# أنس حمادة
أنس حمادة هو سباح أردني، ولد في 12 مارس 1989 في إربد في الأردن.

## وصلات خارجية
- أنس حمادة على موقع الاتحاد الدولي للسباحة (الإنجليزية)
- أنس حمادة على موقع اللجنة الأولمبية الدولية (الإنجليزية)
- أنس حمادة على موقع أوليمبيديا (الإنجليزية)